# Владо Шегрт
Владо Шегрт (Аранђелово, код Требиња, 18. децембар 1907 — Аранђелово, код Требиња, 1. август 1991) био је учесник Народноослободилачке борбе, друштвено-политички радник СР БиХ и СФРЈ, генерал-мајор ЈНА и народни херој Југославије.

## Биографија
Рођен је 18. децембра 1907. у селу Аранђелову, код Требиња. Основну школу је завршио у селу Ластви и до 1941. године се бавио земљорадњом. Често је радио као сезонски радник и у дружењу с радницима, дошао је у додир с радничким покретом.
Члан Савеза комунистичке омладине Југославије (СКОЈ) постао је 1928, а Комунистичке партије Југославије (КПЈ) 1931. године. У Партију га је примио Сава Ковачевић, који је на њега имао велики утицај. До формирања партијске ћелије у Ластви, Владо је био члан партијског руководства у Грахову, код Никшића. Године 1936. Владо је постао члан Месног комитета, а 1939. године Среског комитета КПЈ за Требиње.
У априлском рату налазио се на положајима у Боки которској, избегао је заробљавање и наоружан дошао кући. Одмах по повратку, ступио је у везу са Савом Ковачевићем и другим комунистима Требињског среза. Радио је на организовању оружане борбе и давању отпора усташама. У свом селу је формирао партизанску чету и био њен политички комесар.
Од септембра 1941. године ова чета је однела неколико значајних победа над Италијанима и усташама, што је утицало на становништво да се масовније опредељују за Народноослободилачки покрет (НОП). Код села Кленка, између Билеће и Требиња, разбио је, са својом четом, 6. јануара 1942. године, италијанску колону и запленио велику количину количину оружја, муниције и другог ратног материјала.
У току Народноослободилачког рата обављао је дужности: политичког комесара партизанске чете, команданта батаљона „Лука Вукаловић“, команданта Првог херцеговачко-црногорског ударног партизанског батаљона, од 28. јануара 1942; команданта Северно-херцеговачког партизанског одреда, од априла 1942; команданта Херцеговачког партизанског одреда, од средине јуна 1942; команданта Десете херцеговачке ударне бригаде, од 10. августа 1942; заменика команданта Треће ударне дивизије и команданта 29. херцеговачке дивизије НОВЈ, од средине новембра 1943. до краја рата.
У борбама у западној и централној Босни, на Купресу, око Имотског и Посушја, око Мркоњић Града, Гламоча, Јајца, Бусоваче, Турбета, Жепча, Прозора и Раме, борци Десете херцеговачке ударне бригаде извојевали су низ победа. У борбама за Прозор, Раму и на Неретви, у борбама за ослобођење Невесиња и Гацка, у периоду март-април 1943. године, борци његове бригаде уништили су бројне, италијанске, четничке и домобранско-усташке снаге.
У борбама на Сутјесци Владина Десета херцеговачка ударна бригада, водила је тешке борбе, са немачким снагама, на Пивском Јаворку, Волујаку, Маглићу и у долини Сутјеске.
Као командант 29. херцеговачке дивизије, водио је многе борбе у Херцеговини, код Дубровника и Херцег-Новог, Мостара, Сарајева, Трста и Љубљане. Из рата је изашао у чину генерал-мајора. Био је већник ЗАВНОБиХ-а и АВНОЈ-а, а од септембра 1944. године и члан Обласне Народноослободилачке скупштине и члан Обласног одбора Народноослободилачког фронта Херцеговине.
После ослобођења Југославије, обављао је низ одговорних друштвено-политичких дужности. Био је министар пољопривреде у првој влади Народне Републике Босне и Херцеговине, од 1945. до 1948. године; председник Президијума Народне скупштине НР БиХ, од 1948. до 1953. године и потпредседник Народне скупштине НР БиХ и др. Биран је за народног посланика Скупштине БиХ и Савезне скупштине, непрекидно до 1967. године.
Био је члан Централног комитета КПЈ и члан Политбироа ЦК КП БиХ, до 1965. године; члан Главног одбора ССРН БиХ и члан Савезног одбора ССРН Југославије, до 1963; члан Главног одбора СУБНОР-а БиХ и Савезног одбора СУБНОР-а Југославије; члан Главног одбора Удружења резервних официра и члан Савета федерације.
Године 1954. у Сарајеву је објавио хроника из Народноослободилачког рата под називом Крв на камену. Умро је 1. августа 1991. у свом родном месту Аранђелову, где је и сахрањен.
Носилац је Партизанске споменице 1941. и других југословенских одликовања, међу којима су — Орден народног ослобођења, Орден југословенске заставе са лентом, Орден партизанске звезде са златним венцем, Орден заслуга за народ са златном звездом, Орден за храброст и др. Орденом народног хероја одликован је 20. децембра 1951. године.